# Johannes Solfa
Johannes Benedikt Solfa (lateinisch Ioannes Benedicti de Trebule, polnisch Jan Benedykt Solfa, * 1483 in Triebel, Niederlausitz, Königreich Böhmen; † 30. März 1564 wahrscheinlich in Krakau, Königreich Polen) war ein sorbischer Arzt, Humanist und Gelehrter. Er war Leibarzt von König Sigismund I. von Polen und Domherr in Glogau, Ermland, Wilna, Warschau, Breslau, Sandomir und Krakau.

## Leben
Johannes Solfa wurde in Triebel in der Niederlausitz als Sohn von Benedikt Solfa geboren.
1506 immatrikulierte er sich an der Universität Krakau und erwarb im selben Jahr den Abschluss als Baccalaureus. 1512 wurde er Magister artium und hielt danach Vorlesungen zu philosophischen Themen.
1513 ging Johannes Solfa nach Italien zum Medizinstudium (Bologna oder Padua ?). 1516 praktizierte er in Bologna als Doktor der Medizin, 1518 in Rom am Heilig-Geist-Spital. 1519 hielt er sich kurzzeitig in Venedig auf, wo er eine medizine Schrift publizierte.
Ende dieses Jahres kehrte Johannes Solfa nach Krakau zurück, wo er seitdem als Arzt tätig war. Er wurde Mönch und wurde 1521 als Domherr von Glogau erwähnt. 1522 wurde er Leibarzt von König Siegismund I. von Polen in Krakau. 1526 erhielt er auf dessen Vermittlung auch eine Domherrenstelle im Ermland, wo er Kontakte zu Herzog Albrecht von Preußen unterhielt. 1528 wurde Solfa Domherr in Wilna und Warschau, 1529 in Sandomir und 1539 in Breslau.
1541 wurde Johannes Benedikt von Kaiser Karl V. in den Adelsstand erhoben. 1546 wurde er Praepositus des Domkapitels im Ermland, 1547 Dekan des Domkapitels in Breslau und endlich nach langjährigem Bemühen auch Domherr in Krakau. Nach dem Tod von König Siegismund I. im Jahr 1548 behielt Johannes Solfa seinen Titel als königlicher Leibarzt und eine jährliche Pension, war aber nicht mehr am Hof tätig.
In seinen letzten Lebensjahren wandte er sich theologischen Themen zu und starb am 30. März 1564 wahrscheinlich in Krakau. Er ist in der Kathedrale auf dem Wawel bestattet.
Johannes Benedikt Solfa war ein wichtiger Gelehrter seiner Zeit, der besonders im Gebiet der Anatomie und Physiologie neue Erkenntnisse publizierte. Er war mit Johannes Dantiscus, Andreas Cricius, Johann Boner, wahrscheinlich Nikolaus Kopernikus und anderen Persönlichkeiten seiner Zeit bekannt.

## Schriften
- In augustissimum Sigismundi Regis et Reginae Barbarae connubium…, Krakau 1512, Lob auf König Sigismund und dessen Frau Barbara
- De morbo gallico…, Venedig 1519, erste medizinische Schrift
- Partitiones oratorie…, Krakau 1521, Auswahl von Texten von Cicero
- Libellus novus de causis, signis et curatione pestilentiae…, Krakau 1521, medizinische Schrift
- Regimen de novo et prius Germaniae inaudito morbo, quem passim anglicum sudorem […], apellant, Krakau 1530
- Epistola moralis disputationem Democriti continens, Krakau 1540, zu Hippokrates
- De visionibus et revelationibus naturalibus et divinis, Krakau 1545, über Somnambulismus und Visionen
- Ad reverendum patrem eximium virum epistola…, Krakau 1547, theologische Schrift zu Valentin Eck, mit Wappen von Johannes Solfa
- Libellus de causis et curatione pestilentiae…, Krakau 1552, zweiter Teil nach 1521
- Historica narratio rerum variorum in hac sexta mundi aetate…, Krakau 1560, 1562, theologische Schrift
- De humatione corporum mortuorum et refrigerio animarum a corpore exutarum libellus , Krakau 1564, theologische Schrift über den Tod